# Lekhage

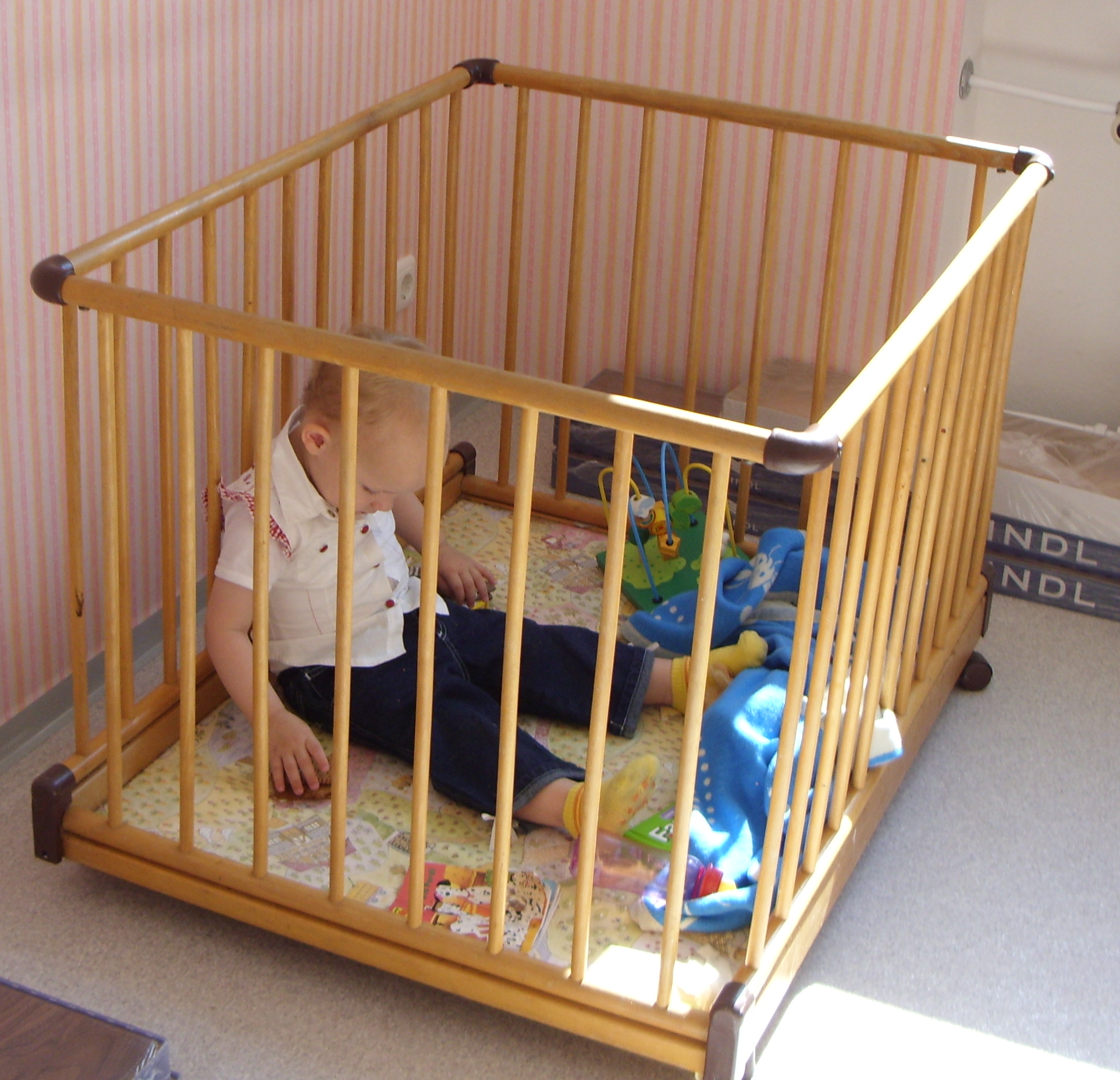
Barn som leker i en lekhage. I lekhagen finns flera olika leksaker.

Lekhage eller barnhage är en slags möbel som skapar ett avgränsat utrymme där ett eller flera barn kan leka säkert. Väggarna består av spjälor eller ett genomskinligt material så att barnet kan se ut. Lekhagar finns i såväl stationära som hopfällbara varianter samt har ibland ett avtagbart tak. De tillverkas för barn upp till skolåldern samt för större barn och vuxna med begåvningshandikapp.
Om barnet har tillgång till leksaker och annan stimulans kan det vistas i lekhagen under en längre tid. En vårdnadshavare bör dock regelbundet se att barnet mår bra samt kontrollera om eventuell blöja behöver bytas.